# Dasylophus
Dasylophus är ett släkte med fåglar i familjen gökar inom ordningen gökfåglar. Släktet omfattar två arter som förekommer i Filippinerna:
- Rödtofsad malkoha (D. superciliosus)
- Luzonmalkoha (D. cumingi)

Tidigare inkluderades det i Phaenicophaeus. Studier visar dock att dessa inte är varandras närmaste släktingar.